# 小磯國昭
- 小磯国昭
- 小磯國昭

小磯 國昭（こいそ くにあき、1880年〈明治13年〉3月22日 - 1950年〈昭和25年〉11月3日）は、日本の陸軍軍人、政治家。階級は陸軍大将。位階は従二位。勲等は勲一等。功級は功二級。山形県士族。山形県新庄市出身。
陸軍次官、関東軍参謀長、朝鮮軍司令官を歴任後、予備役に編入された。その後平沼内閣と米内内閣で拓務大臣、朝鮮総督（第8代）を務め、太平洋戦争中にサイパン失陥を受け辞職した東條英機の後継として1944年（昭和19年）に内閣総理大臣に就任した（小磯内閣）。悪化の一途をたどる戦局を挽回できず、中華民国との単独和平交渉も頓挫し、1945年（昭和20年）4月に辞任し鈴木貫太郎に後を譲った。

## 来歴

### 出自・総理大臣になるまで

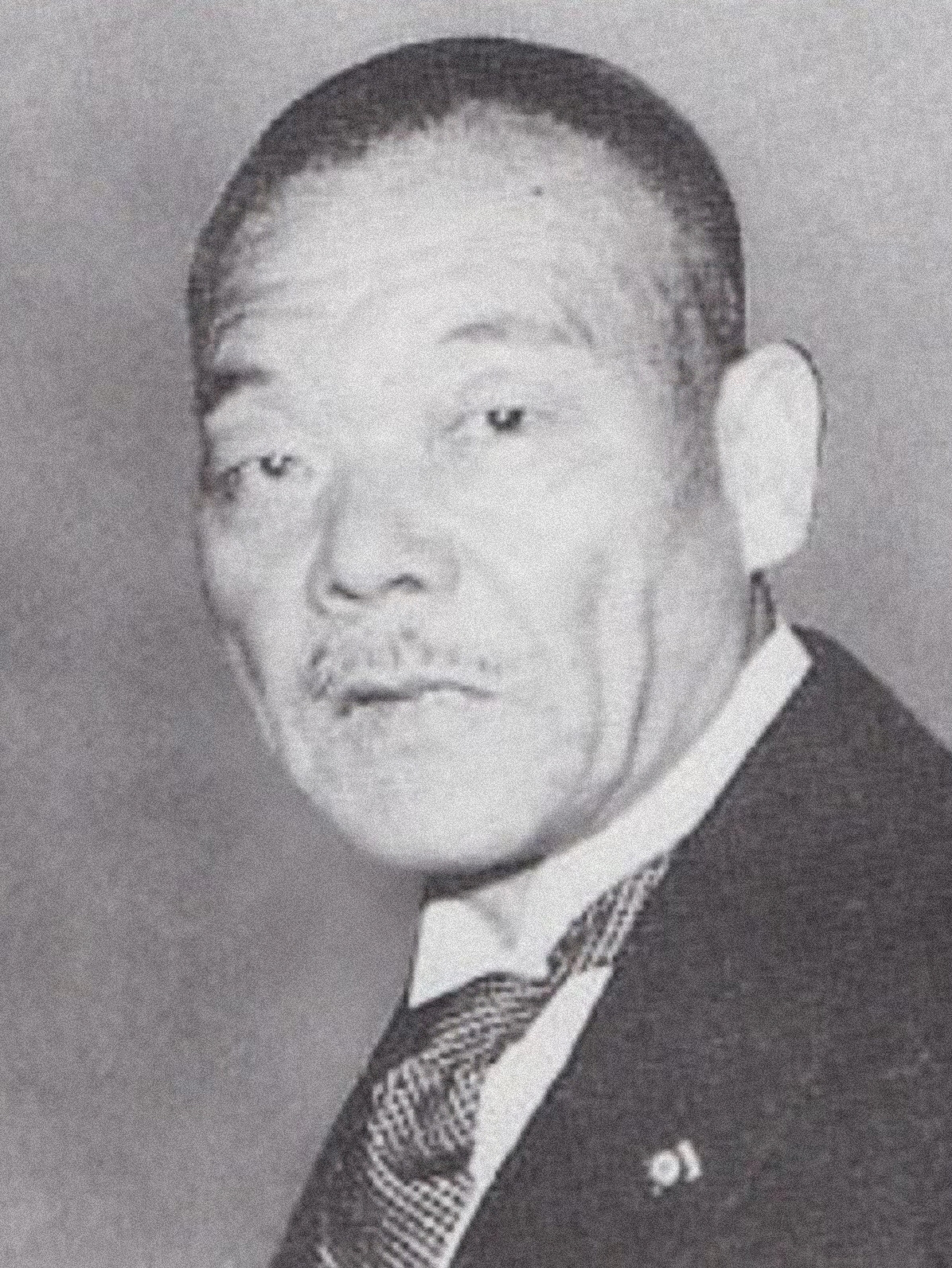
小磯國昭

栃木県宇都宮に山形県士族（旧新庄藩士）で警察署警部であった内務官僚小磯進の長男として生まれた。小磯家は槍術の本心鏡智流を伝えた小磯条左衛門（初名は半太夫）を祖とする家柄であり、『新庄藩系図書』によれば、梅田杢之丞の門弟で、延宝年中に召し抱えられたという。
新庄小学校、上山小学校を経て、山形中学校（現・山形県立山形東高等学校）を卒業するまで8箇所の学校に在籍した。その後、陸軍士官学校（12期）、陸軍大学校（22期）卒業。
小磯は陸大での成績が同期55人中33番であり、20番以下の成績の者で小磯ほど出世した者は他にはいない。若いころはエリートコースを歩んでおらず、陸軍内の派閥にも属していなかった。このような事情により小磯の陸軍内での人気は高くなかった。しかし当時の陸軍の最大の実力者だった宇垣一成にその能力を買われ、小磯は陸士同期の杉山元や二宮治重らと共にその側近として重用されていった。これに畑俊六をあわせたこの四人は陸士・陸大の同期で、その後も近い関係を保ったまま昇進していく。
1930年（昭和5年）、杉山の後任として軍務局長に抜擢されると、人付き合いの良さや耳学問と読書で吸収した知識を活かし頭角を現した。その演説は理論構成もしっかりし、表現力も豊かで一級品といわれた。1931年（昭和6年）には宇垣を首班とする軍事政権樹立を図る三月事件の中心人物として関与。結局この計画は中止されるが、その後の小磯の軍歴に大きな影響を及ぼす。
三月事件や十月事件などの責任問題を背景に同年11月、荒木貞夫が陸相となり、いわゆる皇道派が陸軍内の実権を握ると、彼等は宇垣閥の排除を開始。小磯は1932年（昭和7年）2月に陸軍次官に昇進するものの、大臣は皇道派の荒木貞夫で、半年で中央を追われ関東軍参謀長となる。後任次官には陸士同期で皇道派の柳川平助が就いた。その後は皇道派と永田鉄山や東條英機ら統制派の確執が続くが、1936年（昭和11年）に二・二六事件が発生、翌年までの粛軍人事で皇道派は壊滅した。朝鮮軍司令官だった小磯は大将に進級するが、寺内寿一や梅津美治郎ら陸軍首脳部とは疎遠となっており、予備役間近と考えられていた。
1937年（昭和12年）、広田弘毅の後継として宇垣に組閣の大命が下る。しかしかつて陸軍の首魁であった宇垣の掣肘を嫌う石原莞爾ら省部中堅層が策動した結果、陸軍首脳部は三月事件の責任や派閥色を名目に陸相を推薦せず、復活したばかりの軍部大臣現役武官制を早くも利用して宇垣の組閣を流産させる決定を下していた。宇垣は小磯に陸相就任を直接要請するが、小磯は三長官の同意がないことを理由にこれを固辞。ここに至ってさすがの宇垣も大命を拝辞せざるを得なくなった。小磯は宇垣に陸相就任を受諾しても東京に着くまでに予備役にされてしまうと伝えていたともいう。宇垣はその日の日記に「小磯の台頭が炎となり小磯の軽挙が招来したる三月事件が其の口実に利用せらるる（中略）。彼の捨身的奮起を促し見たりしが、彼も凡庸儕輩と等しく明哲保身以外に立ち得ざりしは可憐なり矣」と書き付けて憤りを露わにしている（『宇垣日記』）。
1938年（昭和13年）に予備役編入。1939年（昭和14年）、平沼内閣において拓務大臣として初入閣した。翌年には米内内閣でも拓務大臣として再入閣を果たした。
太平洋戦争開戦後の1942年（昭和17年）に朝鮮総督に就任し、「内鮮一体」をスローガンに前任者の南次郎総督が行った皇民化政策をよりいっそう押し進めた。小磯は朝鮮人官吏の登用、朝鮮人企業の推進、朝鮮人の政治関与の実現などを掲げ、1943年（昭和18年）8月1日には総督府統治下の朝鮮にも徴兵制度を施行した。朝鮮独立について小磯は「今更、朝鮮の独立を夢みるのは九州や、北海道が独立を企図すると同じで馬鹿げた意味のないこと」と否定的だった。

### 内閣総理大臣

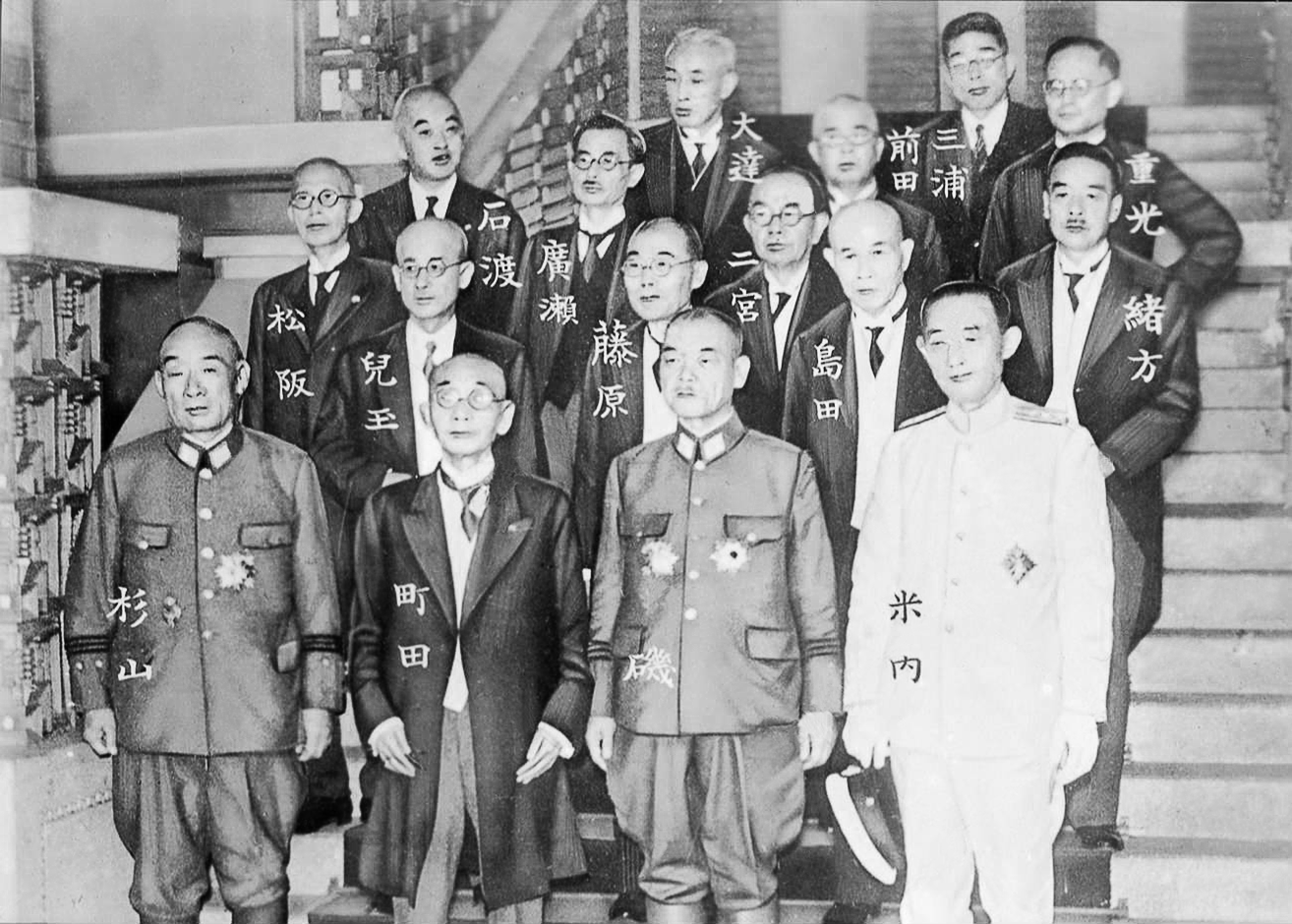
1944年（昭和19年）7月22日、小磯内閣発足

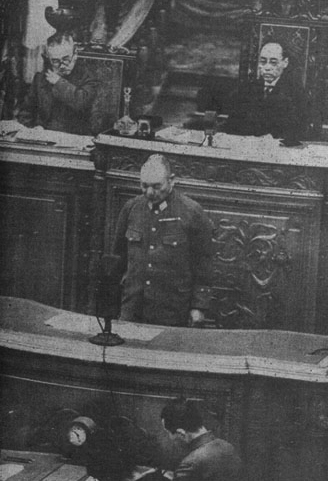
1945年（昭和20年）1月、第86帝国議会における施政方針演説

アメリカ軍の反攻が本格化すると重臣らによって東條内閣の倒閣運動が発生し、サイパン失陥によって東條は辞任を余儀なくされた。後任を決める重臣会議では、南方軍総司令官の寺内寿一、朝鮮総督の小磯、支那派遣軍司令官の畑俊六の3人に候補が絞られるが、前線指揮官の寺内を呼び戻すことに東条が反対、畑についても重臣の多くが反対し、米内光政、平沼騏一郎らの推す小磯に落ち着いた。
当初は小磯単独の予定だったが、久しく中央政官界から離れており、国内にさしたる政治基盤を持たない小磯の指導力不足を懸念した近衛の発案で、元首相で海軍の重鎮である米内と連立させることになった。昭和天皇は重臣とも話した上で、小磯・米内の両名に「協力して内閣の組織を命ずる」という異例の大命を下した。
米内の副首相兼海相就任に伴う現役復帰について、海軍省内では野村直邦海相、岡敬純次官以下反対の空気があった。野村と岡は7月17日にそれぞれ海相と次官に就任したばかりであり、さらには岡は米内と反りが合わないためである。7月18日の首脳会議で激論が交わされ、小磯は米内起用が昭和天皇の意思である事などを述べたが、野村海相はその真偽を確かめようと、同21日武官長・内大臣を通さずに単身参内し、米内起用の件に関して直接昭和天皇に問い質した。海軍省内の混乱など、既に聞き及んでいた昭和天皇は、その場ではっきりと米内起用の方針を伝え、米内の現役復帰が決まった。これに伴い野村は軍事参議官に転じ、岡は米内の「一夜にして放逐する」との予告通り中央から遠ざけられた。
陸相に関しても、前首相の東條が当初陸相留任の姿勢を見せるなど波乱含みの展開となる。小磯は自身も米内と同様に現役復帰する事で陸相を兼任する事を考えたが、陸軍内部や重臣（近衛文麿、木戸幸一ら）の間に反対が強く断念。小磯は山下奉文または阿南惟幾の起用を望んだが容れられず、結局は東條・梅津美治郎参謀総長・杉山元教育総監による三長官会議で、杉山が陸相に回ることとなった。
同22日、小磯内閣発足。小磯は総理大臣就任時には予備役となってから6年も経っており、「日本はこんなに負けているのか」と口走るほど戦況に疎かった。また予備役のまま総理に就任したことで、戦局を検討する大本営の会議にも規則により出席できなかった。1945年3月16日、天皇の特旨によって大本営に列した。
そこで小磯は陸海軍の指揮系統を一本化し和平を促進するため、陸軍参謀総長と海軍軍令部総長の上に最高幕僚長を設置する案を推進したが、これには軍令権が事実上陸軍に吸収されるとして海軍が猛反発。陸軍側は最高幕僚長を海軍から出すことを提案し、昭和天皇は米内にこれを打診するが固辞、結局この案は実を結ばなかった。代わりに最高戦争指導会議を設立し、首相が陸海軍を統制する事で決着したが、小磯がその指導会議で発言しても、秦彦三郎陸軍参謀次長に「近代的作戦用兵を知らない首相は口出しするな」とたしなめられたりするほどで、とても指導力を発揮しているとは言えない状況だった。陸軍省内でもこの内閣は2か月で潰れるという噂でもちきりだった。
1944年9月7日に「東印度」（インドネシア）に対する「将来の独立認容」をうたった声明を発した（小磯声明）。
小磯は米軍に一撃を加えた上で対米講和を図ることを意図し、レイテ決戦へと向かっていく。しかし現地の山下奉文第十四方面軍司令官と寺内南方軍総司令官の対立、陸海軍の意見不一致で作戦がまとまらず、10月23日から25日にかけてのレイテ沖海戦では空母4隻、戦艦3隻を失う手痛い打撃を受けレイテ決戦は断念、持久戦方針へと転換された。しかし小磯は決戦方針の転換を聞かされておらず「レイテ決戦は天王山」と呼号し、昭和天皇から作戦中止を知らされて大恥をかいている。
小磯は蔣介石政権との単独和平工作を企図し、緒方竹虎情報局総裁と共に、同政権国防部長何応欽と繋がっているといわれた繆斌に接触した（繆斌工作）。陸海軍首脳部も一時はこの工作に賛同したが、重光葵外務大臣が猛反対する。重光は「繆斌に蔣介石との繋がりはなく、日本の機密情報を持ち帰って寝返ろうとしているだけの和平ブローカー」としてそれを示す資料を軍首脳に提示、杉山陸相・米内海相も重光に同意し、一転して同工作に反対した。木戸内大臣、梅津参謀総長、昭和天皇も同工作に反対し、小磯は繆斌工作を断念せざるを得なくなった。
いよいよ進退窮まった小磯は再び自身の現役復帰と陸相兼務を画策するが、杉山陸相に拒絶される。その後、杉山陸相が本土決戦に向けて新設された第一総軍司令官として転出することになったため、小磯はあらためて自身の現役復帰と陸相兼務を試みたが、三長官会議で阿南惟幾が後任の陸相に選ばれる。小磯は首相就任当初に阿南の陸相就任を望んでいたが、このころになると小磯の利となる時期を逸していたため、八方塞がりとなった小磯内閣は1945年（昭和20年）4月7日、内閣総辞職。発足から約8か月半だった。後任の首相には昭和天皇たっての希望で、海軍軍人で元侍従長の鈴木貫太郎が就任し、鈴木貫太郎内閣が成立した。

### 戦後
1945年（昭和20年）11月19日、連合国軍最高司令官総司令部は、日本政府に対し小磯ら11人を戦争犯罪人として逮捕し、巣鴨刑務所に拘禁するよう命令した。小磯には「朝鮮の虎」とのアダ名が付けられていた。予審検事による尋問の中で検事が「将軍は、朝鮮のトラと呼ばれている。トラは侵略的ないきものである。その理由をお答え願いたい」と質問した。これに対し小磯は「たぶん、歴代の朝鮮総督のうち、ご覧のとおり私が一番の醜男だ。この顔がトラに似ているからでは」と答えた。その場で速記を取っていた女性速記者が笑い出し、検事も「よく分かった」と了解した。
1947年（昭和22年）11月28日、公職追放仮指定を受けた。1948年（昭和23年）に極東国際軍事裁判で終身禁錮刑となる。1950年（昭和25年）4月25日、心臓病で重体となった妻・馨子の見舞いのため12時間の仮出所を許されて自宅で対面（馨子は翌5月に死去）。同年11月3日、巣鴨拘置所内で食道癌により死去した。享年70。墓所は青山霊園(1ロ8-33)。

## 家族
- 妻：馨子（新潟県士族牧口義方五女）
  - 長男：昭一
  - 長女：美智子

## 略年譜
- 1898年（明治31年）- 12月 士官候補生。
- 1899年（明治32年）- 6月 上等兵。8月 二等軍曹に進級。11月 一等軍曹に進級。12月 陸軍士官学校入学。
- 1900年（明治33年）- 11月 曹長に進級。陸軍士官学校卒業（12期）。
- 1901年（明治34年）- 6月 少尉に進級、歩兵第三十連隊附。
- 1903年（明治36年）- 11月 中尉に進級。
- 1904年（明治37年）- 3月 日露戦争に従軍（ - 1905年12月）。
- 1905年（明治38年）- 6月 大尉に進級。
- 1906年（明治39年）- 3月 歩兵第三十連隊中隊長。
- 1910年（明治43年）- 11月 陸軍大学校卒業（22期）。12月 陸軍士官学校教官。
- 1912年（大正元年）- 9月 関東都督府参謀。
- 1914年（大正3年）- 8月 少佐に進級、歩兵第二連隊大隊長
- 1915年（大正4年）- 6月 参謀本部員。8月 内モンゴル派遣（ - 1917年1月）。
- 1918年（大正7年）- 7月 中佐に進級。8月 第十二師団参謀。
- 1919年（大正8年）- 4月 参謀本部兵站班長。
- 1921年（大正10年）- 7月 航空本部員。
- 1922年（大正11年）- 2月 大佐に進級。6月 欧州出張（ - 1923年3月）。
- 1923年（大正12年）- 3月 陸軍大学校教官。8月 歩兵第五十一連隊長。
- 1925年（大正14年）- 5月1日 参謀本部編制動員課長に昇進。
- 1926年（大正15年）- 12月 少将に進級。
- 1927年（昭和2年）- 7月26日 航空本部総務部長に昇進。
- 1929年（昭和4年）- 8月1日 陸軍省整備局長に昇進。
- 1930年（昭和5年）- 8月1日 陸軍省軍務局長に昇進。
- 1931年（昭和6年）- 8月1日 中将に進級。
- 1932年（昭和7年）- 2月29日 陸軍次官に昇進（陸軍大臣は皇道派の荒木貞夫）。8月8日 関東軍参謀長兼特務部長に転出。
- 1934年（昭和9年）- 3月5日 第五師団長。
- 1935年（昭和10年）- 12月2日 朝鮮軍司令官。
- 1937年（昭和12年）- 7月21日 大将に進級。
- 1938年（昭和13年）- 7月29日 予備役編入。
- 1939年（昭和14年）- 4月7日 平沼内閣で拓務大臣（ - 8月30日）。
- 1940年（昭和15年）- 1月16日 米内内閣で拓務大臣（ - 7月22日）。
- 1941年（昭和16年）- 7月 満州移住協会理事長。
- 1942年（昭和17年）- 5月29日 朝鮮総督（ - 1944年7月21日）。
- 1944年（昭和19年）- 7月22日 内閣総理大臣。8月4日 最高戦争指導会議設置。9月7日 インドネシアの独立を容認する「小磯声明」を発表。
- 1945年（昭和20年）- 3月 繆斌来日。4月3日 繆斌工作が頓挫。4月7日 小磯内閣総辞職。11月19日 GHQより戦犯として逮捕命令が下る。
- 1946年（昭和21年）- 4月29日 A級戦犯として起訴。
- 1948年（昭和23年）- 11月12日 極東国際軍事裁判で終身禁錮の判決を受ける。
- 1950年（昭和25年）- 11月3日 巣鴨拘置所内で食道癌により死去、満70歳。

## 栄典
位階
- 1901年（明治34年）10月10日 - 正八位[1][21]
- 1904年（明治37年）2月19日 - 従七位[1][22]
- 1905年（明治38年）8月11日 - 正七位[1][23]
- 1910年（明治43年）9月30日 - 従六位[1][24]
- 1915年（大正4年）10月30日 - 正六位[1][25]
- 1920年（大正9年）11月30日 - 従五位[1][26]
- 1925年（大正14年）12月28日 - 正五位[1][27]
- 1931年（昭和6年）1月16日 - 従四位[1][28]
- 1934年（昭和9年）3月15日 - 正四位[1][29]
- 1937年（昭和12年）4月1日 - 従三位[1][30]
- 1938年（昭和13年）8月24日 - 正三位[1][31]
- 1944年（昭和19年）8月1日 - 従二位[1][32]

勲章など
| 受章年                    | 略綬 | 勲章名                       | 備考 |
| ------------------------- | ---- | ---------------------------- | ---- |
| 1906年（明治39年）4月1日  |      | 功四級金鵄勲章               |      |
| 1906年（明治39年）4月1日  |      | 勲五等双光旭日章             |      |
| 1906年（明治39年）4月1日  |      | 明治三十七八年従軍記章       |      |
| 1913年（大正2年）11月28日 |      | 勲四等瑞宝章                 |      |
| 1917年（大正6年）11月7日  |      | 大正三四年従軍記章           |      |
| 1919年（大正8年）10月25日 |      | 勲三等瑞宝章                 |      |
| 1920年（大正9年）11月1日  |      | 功三級金鵄勲章               |      |
| 1920年（大正9年）11月1日  |      | 旭日中綬章                   |      |
| 1920年（大正9年）11月1日  |      | 大正三年乃至九年戦役従軍記章 |      |
| 1930年（昭和5年）11月6日  |      | 勲二等瑞宝章                 |      |
| 1934年（昭和9年）4月5日   |      | 勲一等瑞宝章                 |      |
| 1934年（昭和9年）4月29日  |      | 功二級金鵄勲章               |      |
| 1934年（昭和9年）4月29日  |      | 旭日大綬章                   |      |
| 1934年（昭和9年）4月29日  |      | 昭和六年乃至九年事変従軍記章 |      |

外国勲章佩用允許
| 受章年                    | 国籍     | 略綬 | 勲章名           | 備考 |
| ------------------------- | -------- | ---- | ---------------- | ---- |
| 1934年（昭和9年）5月9日   | 満州帝国 |      | 勲一位景雲章     |      |
| 1942年（昭和17年）3月14日 | 満州帝国 |      | 勲一位龍光大綬章 |      |
| 1944年（昭和19年）7月20日 | 中華民国 |      | 特級同光勲章     |      |

## 関連作品
映画
- プライド 運命の瞬間（1998年、東映、演：木村進）

テレビドラマ
- 山河燃ゆ（1984年、NHK、演：須藤健）